# Kolodrum Plovdiv

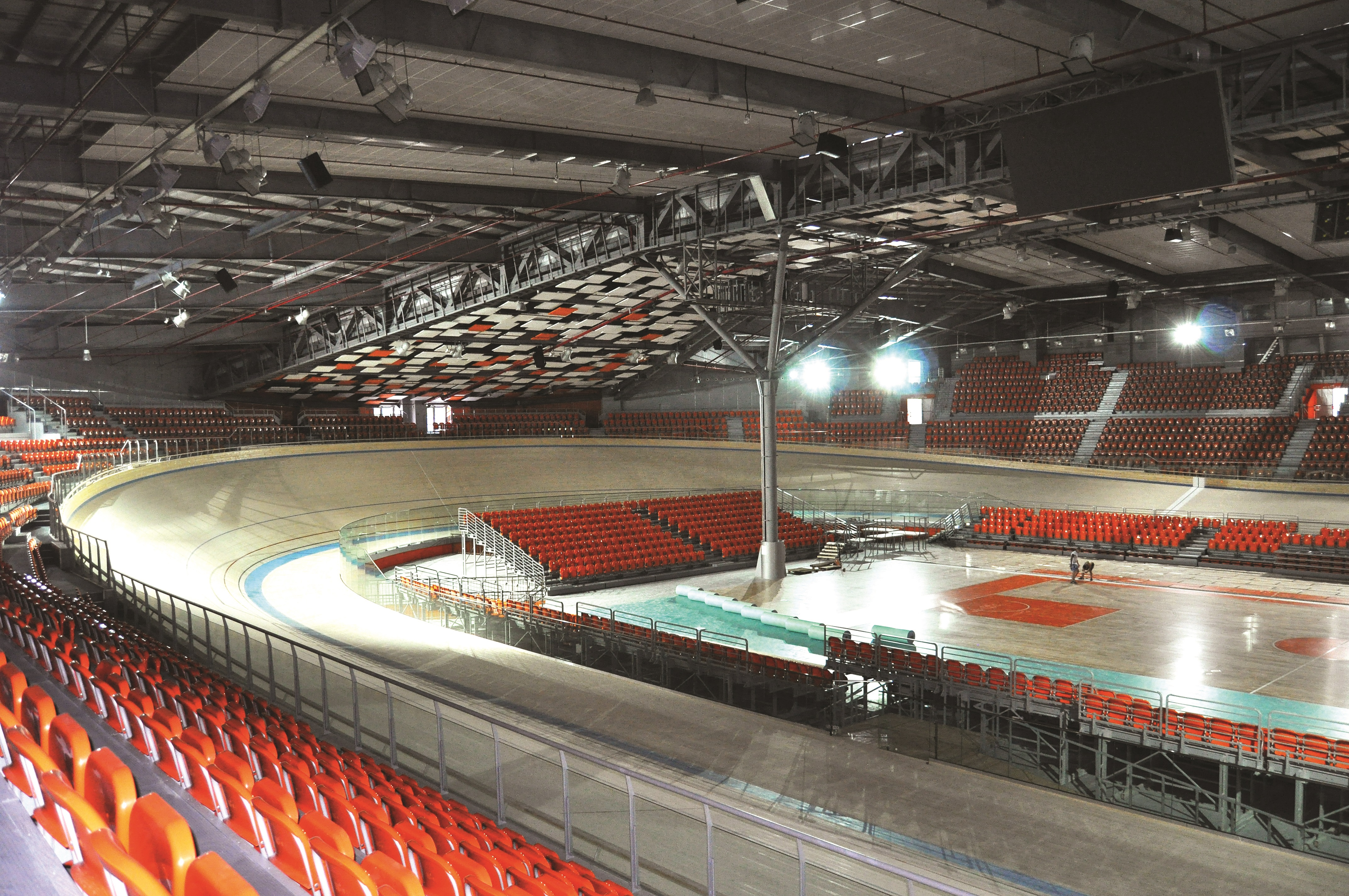
Der Innenraum

Das Kolodrum Plovdiv (bulgarisch Колодрума) ist eine Multifunktionshalle mit Radrennbahn im bulgarischen Plowdiw.

## Beschreibung
Die Halle ist 9845 Quadratmeter groß und verfügt über Vorrichtungen für Volleyball, Handball, Basketball und weitere Sportarten sowie zahlreiche Funktionsräume. Die Radrennbahn in Form eines asymmetrischen Ovals erfüllt die internationalen Standards des Weltradsportverbandes UCI: Sie ist 250 Meter lang, sieben Meter breit und besteht aus Sibirischer Fichte. Die Halle wird auch für Konzerte genutzt.
Das Gebäude wurde von dem niederländischen Architekten Sanders Dauma geplant, der ebenfalls die Hallen für die Radrennbahnen in Athen und in Manchester baute.

## Geschichte
Der Plan zum Bau einer überdachten Radrennbahn ging auf den Plowdiwer Radsportverein Tsar Simeon zurück. Der Verein arbeitete mit einer Baugesellschaft zusammen. Er stellte das im Besitz des Vereins befindliche Grundstück, auf dem sich das Akademik-Stadion und eine Betonradrennbahn befanden, kostenlos zur Verfügung, und das Unternehmen begann mit dem Bau von Wohnhäusern rund um die geplante Halle, um diese so zu finanzieren. 2007 erfolgte während der Bulgarien-Rundfahrt der erste Spatenstich, im Januar 2008 begannen die eigentlichen Bautätigkeiten, und die alten Stadien wurden abgerissen. Das Projekt sollte innerhalb von zwei Jahren fertiggestellt werden.
Nach rund zwei Jahren wurden die Arbeiten unterbrochen, da die Baugesellschaft im Zuge der Eurokrise insolvent ging. Bis dahin war die Metallkonstruktion für das Dach entstanden. Im März 2011 sagte der bulgarische Finanzminister Simeon Djankow finanzielle Unterstützung für das Projekt zu. In der Folge musste der Radsportverein die Örtlichkeit an den Staat verkaufen, der die Halle an die Stadt als Betreiber weitergab. Das Kolodrum Plovdiv wurde im August 2015 eröffnet. Es ist die zweitgrößte Veranstaltungsstätte in Bulgarien nach der Arena Armeec Sofia in der Hauptstadt Sofia und die einzige geschlossene Radrennbahn auf dem Balkan.
Während der COVID-19-Pandemie im Jahr 2020 wurde das Kolodrum im März in ein Feldkrankenhaus mit 300 Betten umgewandelt.
Im Oktober 2020 ist die Austragung der Bahneuropameisterschaften in Plowdiw geplant.

## Veranstaltungen (Auswahl, bis 2019)

### Sport
- ITF Taekwon-Do World Championship – August 2015[6]
- Volleyball-Europameisterschaft – 2016

### Konzerte
- Chris Norman – 19. Oktober 2015[7]
- Bryan Adams – 14. November 2019[8]